# Neobrychiopontius galeronae
Neobrychiopontius galeronae is een eenoogkreeftjessoort uit de familie van de Brychiopontiidae. De wetenschappelijke naam van de soort is voor het eerst geldig gepubliceerd in 2008 door Mahatma, Martínez Arbizu & Ivanenko.